# بيفكوخوري
بيوكوكوريون (Πευκοχώριον) هي مدينة في هالكيديكي في مقاطعة فوريا إلادا في اليونان.